# برنارد وورهاوس
برنارد وورهاوس (انگلیسی: Bernard Vorhaus؛ ۲۵ دسامبر ۱۹۰۴ – ۲۳ نوامبر ۲۰۰۰) یک کارگردان فیلم اهل ایالات متحده آمریکا بود.
وی کارگردان فیلم‌هایی همچون شهر ترانه، شهر آوازه‌خوانی، آخرین سفر و بانویی از لوئیزیانا بوده است.